# Jakob Edvard Stuart
James Francis Edward Stuart eller Stewart (dansk: Jakob Frans Edvard Stuart) (10. juni 1688 på St. James's Palace i London, England – 1. januar 1766 i Rom, dengang Kirkestaten, nu Italien) var den jakobittiske tronprætendent til de skotske og engelske troner fra 16. september 1701 og til sin død.

## The Old Pretender
Jakob Edvard Stuart bliver ofte kaldt The Old Pretender (den gamle tronkræver). Jakobitterne kaldte ham Jakob 3. af England & Irland og Jakob 8. af Skotland.

## Forældre og søstre
Jakob Edvard Stuart var søn af Jakob 2. af England (Jakob 7. af Skotland) og dennes anden kone Maria af Modena. Jakob Edvard Stuart havde en yngre søster og to ældre halvsøstre. 
Hans halvsøstre blev begge regerende britiske dronninger, først Maria 2. af England (og Skotland) i 1689 – 1694 og senere Anne af Storbritannien i 1707 – 1714. Da kongen tidligere havde konverteret til katolicisme, betød fødslen af en søn at Jakob 2. ville blive efterfulgt af endnu en katolsk konge. Derfor blev hans ældste datter, den protestantiske Maria og hendes mand og fætter, den hollandske prins Vilhelm af Oranien, af parlamentet opfordret til at vælte kongen i den såkaldte "Glorious Revolution". Herefter levede Jakob 2. i eksil i Frankrig med sin familie indtil sin død i 1701.

## Gemalinde og sønner
Jakob Edvard Stuart var gift med den polske prinsesse Maria Klementina Sobieska (1702 – 1735). Hun var sønnedatter kong Johan Sobieski af Polen. Hendes far Jakob Sobieski (1667 – 1737) var polsk kronprins, men han blev ikke konge.
De fik to sønner:
- Karl Edvard Stuart (1720 – 1788). Karl Edvard var kendt som The Young Pretender (den unge tronkræver) og som Bonnie Prince Charlie (smukke prins Karl).
- Henrik Benedict Stuart (1725 – 1807). Henrik Benedict var kardinal og titulær hertug af York. Efter broderens død i 1788 gjorde han forgæves krav på de britiske troner.